# سامي الفايز
سامي مثقال الفايز (1932 - 18 تشرين الثاني 2012) كان عضوًا في مجلس الشيوخ الأردني وشخصية قبلية عربية وأحد شيوخ بني صخر.

## العائلة والحياة المبكرة
وُلِد سامي للشيخ مثقال بن سطام و سطاء حطمل الزبن في عام 1932 م. وهو الابن السادس لمثقال، والثاني من سطاء بعد علي. نشأ سامي في بيئة وثقافة بدوية تقليدية، وليس في المدينة مثل إخوته عاكف وزيد، وبالتالي كان على دراية كبيرة بالشؤون والثقافة القبلية. عندما كان عمره 25 عامًا فقط، عُين قاضيًا قبليًا من الملك حسين.

## المسيرة السياسية
أصبح الفايز عُضوًا في مجلس الأعيان مرتين، الأولى في 23 تشرين القاني 1993 م والأخيرة في 16 أيار 1998 م. عينه الملك حسين شيخاً من شيوخ بني صخر بعد وفاة أخيه. وكان آخر عمل سياسي له هو تنظيم واستضافة أحد أكبر المؤتمرات العشائرية في تاريخ الأردن في 13 تشرين الثاني 2012 لتأكيد وترسيخ دعم القبيلة للنظام الملكي الهاشمي خلال الربيع العربي. وظل محافظًا على دوره كقاضي ووسيط قبلي حتى وفاته.

## طالع أيضًا
- مثقال الفايز
- عاكف الفايز
- فيصل الفايز
- الفايز